# Jean Clouet

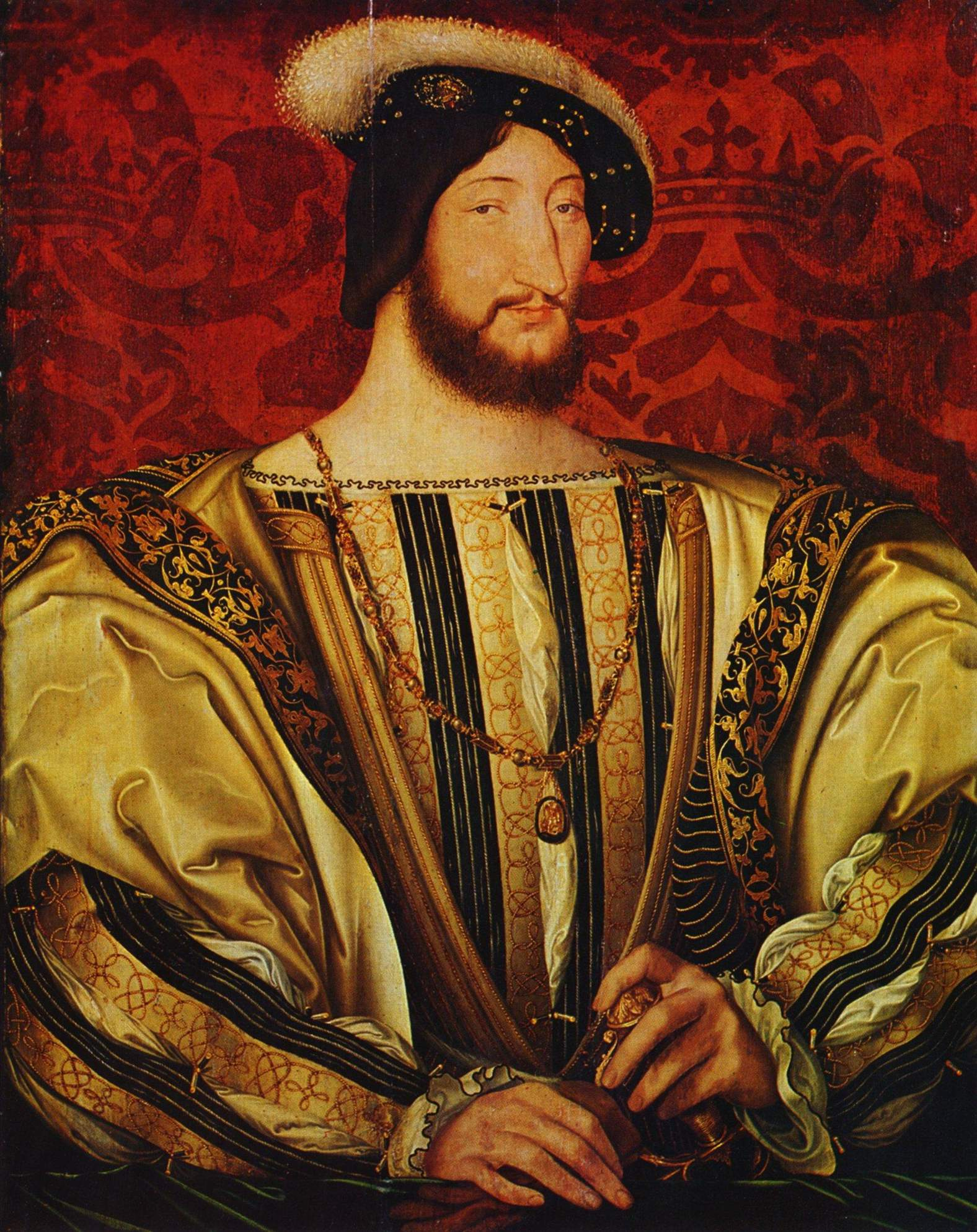
Franz I. von Jean und François Clouet, um 1530, Louvre, Paris

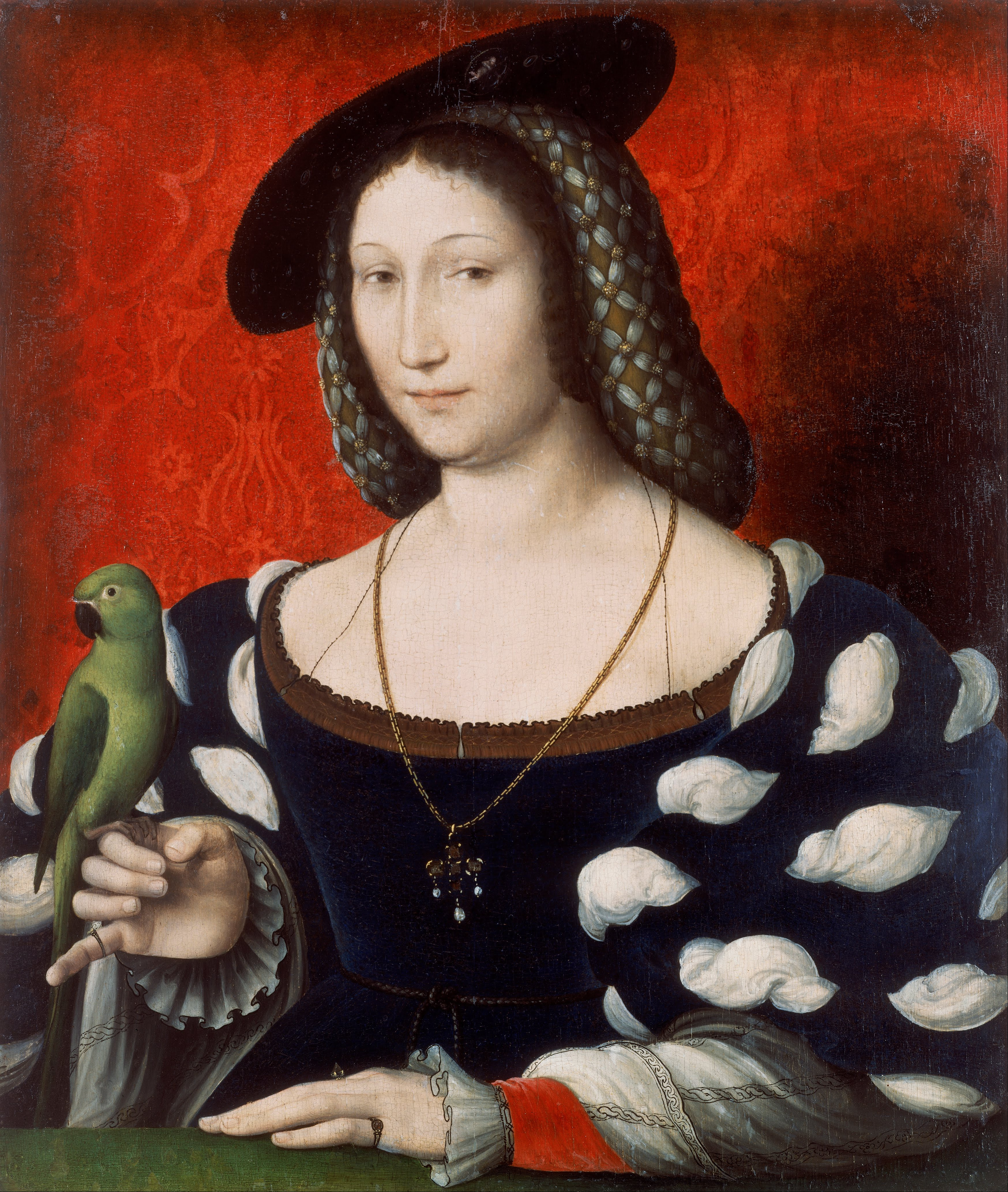
Marguerite d’Angoulême von Jean Clouet, um 1530, Walker Art Gallery, Liverpool

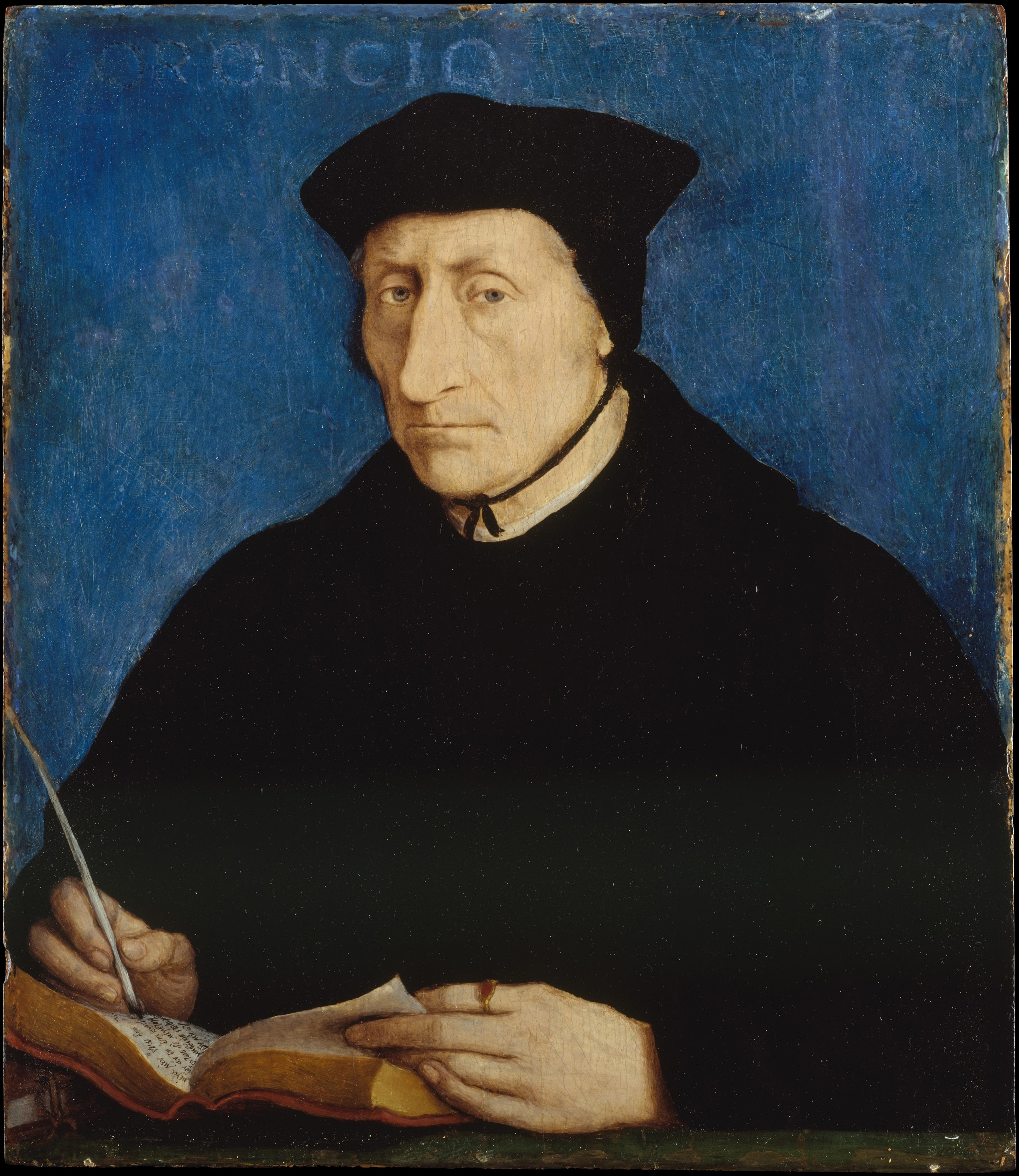
Guillaume Budé von Jean Clouet, um 1536, Metropolitan Museum, New York

Jean Clouet, auch bekannt als Janet, (* 1480; † 1541 in Paris) war ein französischer Maler der Renaissance. Er war der Vater von François Clouet.

## Leben
Clouet stammte möglicherweise aus Brüssel (und hieß ursprünglich möglicherweise Cloet). Sein Wirken am Hof des französischen Königs Franz I. ist erstmals 1516 belegt (in diesem Jahr taucht er in der Liste der Hofmaler auf). Aus einer Schenkung des Königs an François Clouet (Clouets Erbe war an die Krone gefallen) geht hervor, dass Clouet kein französischer Staatsbürger war. Er lebte mehrere Jahre in Tours (ein Aufenthalt 1522 ist belegt), wo er seine Frau traf, die Tochter eines Juweliers war. Er war seit 1533 Kammerdiener und Maler am Hof von Franz I. und lebte spätestens seit 1529 in Paris. 
Neben seinem Sohn François, der 1540 seine Nachfolge als königlicher Hofmaler antrat, hatte er eine Tochter Catharine (⚭ Abel Foullon). Sein Bruder Clouet de Navarre war Maler im Dienst von Margarete von Navarra, der Schwester von Franz I. Jean Clouet malte auch ihr Porträt (Walker Art Gallery, Liverpool, um 1530).
Er lag auf dem heute nicht mehr vorhandenen Cimetière des Innocents begraben und wohnte möglicherweise nahe der zugehörigen Kirche St. Innocents.
Jean Clouet war sowohl Porträtmaler als auch Miniaturist. Zu seinen Gemälden gehört ein  im Louvre aufbewahrtes Porträt von Franz I. (wobei üblicherweise angenommen wird, das François Clouet daran mitwirkte), ein Porträt von Franz II. als Dauphin in Antwerpen, ein Porträt von Guillaume Budé (um 1536, Metropolitan Museum), ein Porträt von Claude de Lorraine, duc de Guise (Museum Pitti), Franz I. zu Pferd (Uffizien), von Charlotte (Tochter von Franz I., Privatbesitz), von Louis de Nevers (Museum Bergamo) und das Bild eines Unbekannten (Der Mann mit dem Petrarca-Band, Königliche Sammlung Hampton Court). Ein Porträt von Oronce Fine von 1530 ist nur durch Drucke überliefert. Es sind aber eine Reihe von Porträtzeichnungen erhalten aus der Sammlung von Katharina von Medici (Schloss Chantilly, Musée Condé). Über diese Zeichnungen konnten viele Gemälde Jean Clouet zugeordnet werden.
Häufig wird ein direkter Einfluss des Porträts von Karl VII. (um 1445, Louvre) von Jean Fouquet auf Jean Clouet und dessen Porträt von Franz I. angenommen.
Verschiedene seiner Miniaturporträts sind in einem Kommentar zum Gallischen Krieg aus der Zeit um 1520 erhalten.